# جارات (فيرجينيا)
جارات (بالإنجليزية: Jarratt, Virginia)‏ هي معلم جغرافي تقع في الولايات المتحدة في فيرجينيا. يقدر عدد سكانها بـ 589 نسمة ومساحتها 3.3 كم2 ووترتفع عن سطح البحر 46 متر.

## التركيبة السكانية
حدّد مكتب تعداد الولايات المتحدة بيانات التركيبة السكانية لجارات في تعداد الولايات المتحدة. في ما يلي، التركيبة السكانية حسب تعدادي 2000 و2010.

### تعداد عام 2000
بلغ عدد سكان جارات 589 نسمة بحسب تعداد عام 2000، وبلغ عدد الأسر 271 أسرة وعدد العائلات 176 عائلة مقيمة في البلدة. في حين سجلت الكثافة السكانية 180.7 نسمة لكل كيلومتر مربع (468.0/ميل2). وبلغ عدد الوحدات السكنية 293 وحدة بمتوسط كثافة قدره 89.9 لكل كيلومتر مربع (232.8/ميل2).
وتوزع التركيب العرقي للبلدة بنسبة 63.16% من البيض و35.99% من الأمريكيين الأفارقة و0.17% من الأمريكيين ذوي الأصول الآسيوية و0.34% من الأعراق الأخرى و0.34% من عرقين مختلطين أو أكثر.
بلغ عدد الأسر 271 أسرة كانت نسبة 31.4% منها لديها أطفال تحت سن الثامنة عشر تعيش معهم، وبلغت نسبة الأزواج القاطنين مع بعضهم البعض 44.6% من أصل المجموع الكلي للأسر، ونسبة 15.5% من الأسر كان لديها معيلات من الإناث دون وجود شريك،  بينما كانت نسبة 4.8% من الأسر لديها معيلون من الذكور دون وجود شريكة وكانت نسبة 35.1% من غير العائلات. تألفت نسبة 32.5% من أصل جميع الأسر من عدة أفراد يعيشون في نفس المنزل ونسبة 16.6% كانت تتألف من شخص يعيش بمفرده يبلغ من العمر 65 عاماً أو أكثر. وبلغ متوسط حجم الأسرة المعيشية 2.17، أما متوسط حجم العائلات فبلغ 2.71.
بلغ العمر الوسطي للسكان 40.7 عاماً. وكانت نسبة 22.4% من القاطنين تحت سن الثامنة عشر، وكانت نسبة 7.3% بين الثامنة عشر والرابعة والعشرين عاماً، ونسبة 27% كانت واقعةً في الفئة العمرية ما بين الخامسة والعشرين والرابعة والأربعين عاماً، ونسبة 25.6% كانت ما بين الخامسة والأربعين والرابعة والستين، ونسبة 17.7% كانت ضمن فئة الخامسة والستين عاماً فما فوق. يوجد لكل 100 أنثى 86.4 ذكر، ويوجد لكل 100 أنثى في الثامنة عشر من عمرها فما فوق 75.8 ذكر.
بلغ متوسط دخل الأسرة في البلدة 32,125 دولارًا، أما متوسط دخل العائلة فبلغ 38,942 دولارًا. وكان متوسط دخل الذكور 31,319 دولارًا مقابل 30,417 دولارًا للإناث. وسجل دخل الفرد الخاص بالبلدة 24,291 دولارًا. وكانت نسبة 11.4% من العائلات ونسبة 13% من السكان تحت خط الفقر، وكان من هؤلاء نسبة 13.3% تحت سن الثامنة عشر ونسبة 8.5% في الخامسة والستين من العمر وما فوق.

### تعداد عام 2010
بلغ عدد سكان جارات 638 نسمة بحسب تعداد عام 2010، وبلغ عدد الأسر 271 أسرة وعدد العائلات 176 عائلة مقيمة في البلدة. في حين سجلت الكثافة السكانية 195.7 نسمة لكل كيلومتر مربع (506.9/ميل2). وبلغ عدد الوحدات السكنية 304 وحدة بمتوسط كثافة قدره 93.3 لكل كيلومتر مربع (241.6/ميل2).
وتوزع التركيب العرقي للبلدة بنسبة 47.49% من البيض و50.16% من الأمريكيين الأفارقة و0.78% من الأمريكيين الأصليين و0.63% من الأعراق الأخرى و0.94% من عرقين مختلطين أو أكثر و2.19% من الهسبانيون أو اللاتينيون من أي عرق.
بلغ عدد الأسر 271 أسرة كانت نسبة 31.4% منها لديها أطفال تحت سن الثامنة عشر تعيش معهم، وبلغت نسبة الأزواج القاطنين مع بعضهم البعض 39.1% من أصل المجموع الكلي للأسر، ونسبة 20.7% من الأسر كان لديها معيلات من الإناث دون وجود شريك،  بينما كانت نسبة 5.2% من الأسر لديها معيلون من الذكور دون وجود شريكة وكانت نسبة 35.1% من غير العائلات. تألفت نسبة 30.6% من أصل جميع الأسر من عدة أفراد يعيشون في نفس المنزل ونسبة 14% كانت تتألف من شخص يعيش بمفرده يبلغ من العمر 65 عاماً أو أكثر. وبلغ متوسط حجم الأسرة المعيشية 2.35، أما متوسط حجم العائلات فبلغ 2.93.
بلغ العمر الوسطي للسكان 41.6 عاماً. وكانت نسبة 23.2% من القاطنين تحت سن الثامنة عشر، وكانت نسبة 7.2% بين الثامنة عشر والرابعة والعشرين عاماً، ونسبة 24.3% كانت واقعةً في الفئة العمرية ما بين الخامسة والعشرين والرابعة والأربعين عاماً، ونسبة 28.1% كانت ما بين الخامسة والأربعين والرابعة والستين، ونسبة 17.2% كانت ضمن فئة الخامسة والستين عاماً فما فوق. وتوزع التركيب الجنسي للسكان بنسبة 45.5% ذكور و54.5% إناث.